# Criptoginia

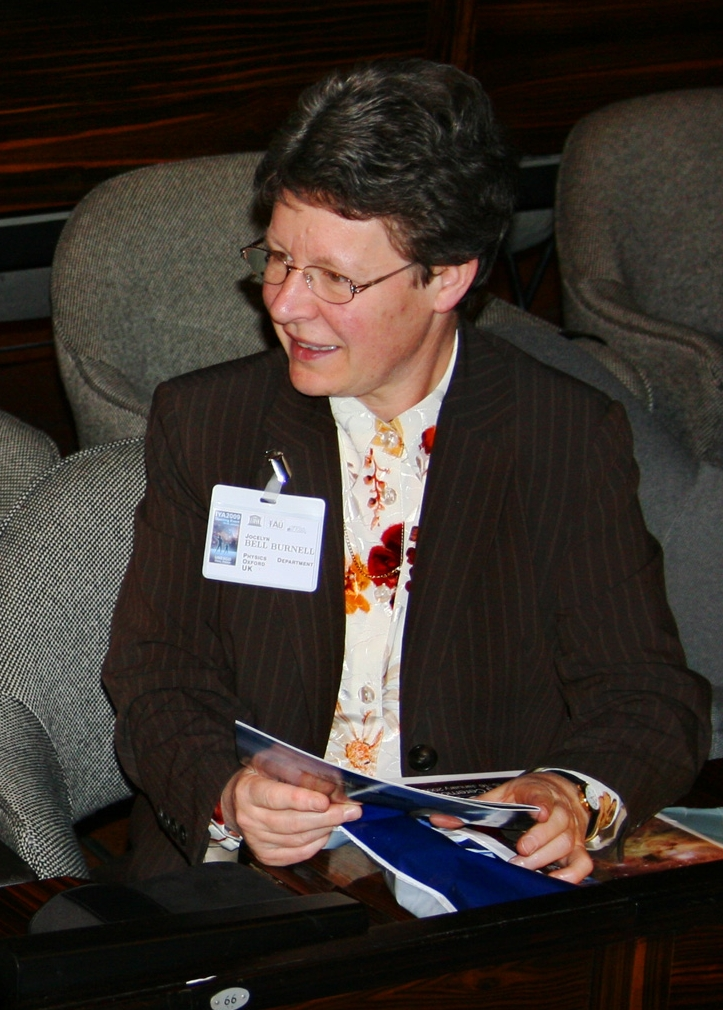
Jocelyn Bell Burnell descobriu o primeiro pulsar de rádio. Por esta descoberta, em 1974, um Prémio Nobel de Física foi atribuído ao seu supervisor Antony Hewish e a Martin Ryle, citando Hewish e Ryle pelo seu trabalho pioneiro em radioastrofísica. Jocelyn Burnell ficou de fora.

A criptoginia é um neologismo para definir o fenômeno recorrente, ao longo da história e na maioria das culturas, de ocultar mulheres e referências femininas em diferentes esferas da sociedade, especialmente nas de maior prestígio.

## História
Para nomear esta prática, a poetisa e filóloga Begonya Pozo e o filólogo Carles Padilla, ambos professores seniores da Universidade de Valência, cunharam o termo 'criptoginia' e o divulgaram publicamente pela primeira vez em 5 de fevereiro de 2020, em artigo publicado em um diário digital. No dia 27 de novembro do mesmo ano, a Academia Valenciana de Línguas aprovou a sua incorporação no Dicionário Normativo Valenciano. Em espanhol e francês, embora o termo ainda não tenha sido dicionarizado, já foi utilizado academicamente e nas redes sociais. Em França, por exemplo, no ano letivo de 2021-2022, foi organizado um seminário interuniversitário sobre literatura catalã com o título De la cryptogynie à la mediatisation des escrivaines: Felícia Fuster and Carmelina Sánchez-Cutillas, sobre as autoras de língua catalã Felícia Fuster e Carmelina Sánchez-Cutillas.

## Terminologia
O termo 'criptoginia' é composto por dois lexemas gregos, crypto ('esconder, esconder') e gyné ('mulher') que fazem parte de outras palavras, geralmente cultismo, em catalão e outras línguas. Na verdade, o equivalente italiano (o substantivo e adjetivo correspondentes: criptoginia ou crittoginia e criptogina) pode ser encontrado em alguns textos de biologia em referência a espécies nas quais os órgãos femininos ou femininos não são visíveis externamente. Por exemplo, na biologia, a cochonilha Suturaspis archangelskyae é descrita como "criptogênica" e o dicionário Panlessico Italiano de 1839 incluiu o termo crittoginia (com o sinônimo criptoginia) para descrever uma samambaia aquática na qual o esporângio está escondido.
No campo científico, a minimização ou ocultação de pesquisas e descobertas realizadas por pesquisadoras, conhecida como “efeito Matilda”, é um caso de criptoginia. Ao cunhar o termo, Pozo e Padilla quiseram nomear um fenômeno que ficou bem conhecido na história da ciência e na história das mulheres, porque “a consciência social se satisfaz com ações e omissões, com silêncios e com palavras: o que não está incluído no dicionário aparentemente não existe". Consideram que a ocultação das conquistas das mulheres ou a sua subestimação tem sido uma violência simbólica que continuou ao longo do tempo.